# DJJ2型电力动车组
DJJ2“中华之星”，是中华人民共和国的高速铁路动车组之一，是DJJ1型“蓝箭”的后继产品。

## 簡述

### 研发背景
1998年6月2日，在中国科学院和中国工程院两院院士大会上，时任国务院总理朱镕基在会上所作形势报告中向在场院士提出「京沪高速铁路是否可以采用磁懸浮技术？」的问题，希望能一举超越发达国家當時普遍采用的高速铁路基础技术。此后时任科技部副部长徐冠华及部分专家开始支持磁懸浮技术，而铁道部则坚持京沪高速铁路应采用高速轮轨技术，认为磁悬浮的技术和投资风险都很高，且与既有轮轨路网不能兼容。铁道部支持的高速轮轨方案与朱镕基等所支持的磁悬浮方案争论日趋激烈，两方相继着手进行两种技术的前期研究。铁道部也企图以研发实际成果说服国务院领导改为支持高速轮轨方案。
「九五」（1996年—2000年）期间，国家重点科技攻关项目「高速铁路实验工程前期研究」及「200km/h电动旅客列车组和动力分散交流传动电动车组研究」正式开始，并先后研制了「藍劍」和「先鋒」高速电力动车组。2000年初，铁道部正式向国家计划委员会提交“270km/h高速列车产业化项目报告”；同年下半年，国家计委以“计高技（2000）2458号”文件正式批准立项，中国具有完全自主知识产权的270km/h高速列车正式列入国家高新技术产业化发展计划项目，并命名为“中华之星”。2001年4月，铁道部下达“270km/h高速列车设计任务书”，“中华之星”高速列车正式展开研发；8月18日，项目通过技术设计审查，进入试制阶段。

### 车辆技术
“中华之星”和上一代的DJJ1（藍箭）電力動車組一樣，均屬於動力集中式設計（有别于目前运营中的“和谐号”動車組所采用的动力分散式设计），包括2节动力车及9节无动力拖车组成，并由头尾两辆电力机车（动力车）作推拉式牵引。“中华之星”项目集中了中国国内铁路机车车辆制造和研发的核心力量联合进行。两台设计相同机车分别由株洲电力机车厂及大同电力机车厂制造，编号分别为0001A及0001B，使用JD128型交流牵引电动机及株洲電力機車研究所研发的TEP28WG01型GTO牵引逆变器，可關斷晶閘管（GTO）采用水冷式及风冷辅助冷却装置。而车体采用耐候钢和铝合金制造，车头使用经中南大学高速列車研究中心风洞测试的鸭嘴兽式双拱流线型设计，根据空气动力原理设计以减少空气阻力。
而9节无动力的客車則由長春軌道客車及四方機車車輛廠製造，包括2节一等座车，6节二等座车，1节酒吧车，編號110977至110985。其中4节由长春客车厂负责研制，装用CW-300型高速转向架；另外5节由四方机车车辆厂负责，装用SW-300型转向架。

### 运用
2002年9月，「中华之星」动车组各节动力车及拖车于中国国家铁道试验中心北京环行铁道进行最后组合，并开始编组调试。11月27日，以两辆机车及三辆客车的短编组在新建的秦沈客运专线進行高速試驗，其最高速度達到321.5km/h，创造了当时的「中国铁路第一速」。该纪录直至CRH2C型动车组2008年4月24日於京津城际铁路进行高速测试才被打破。
11月28日，时任铁道部部长傅志寰视察并计划试乘，列车空车试载，驶回基地前出现A级重大故障：一根法国进口车辆轴承温度高达109摄氏度，触动了车载轴温报警系统。于是铁道部领导决定停止试验。
2004年铁道部展开为用于中国铁路第六次大提速、时速200公里级别的第一轮高速动车组技术引进招标，投标方标准是「在中华人民共和国境内合法注册的，具备铁路动车组制造能力，并获得拥有成熟的时速200公里铁路动车组设计和制造技术的或有国外合作方技术支持的中国制造企业（含中外合资企业）」，而国内自主研发的「中华之星」使用动力集中式设计，且在试验中多次出现重大安全故障，因而率先出局。
2003年1月至2005年初期间，「中华之星」持续在秦沈客运专线进行线路运行考核，约每日不载客来回往返沈阳及秦皇岛一次，总运行里程达約53.6万公里；随后正式配属沈阳铁路局，于2005年8月1日起正式投入载客运营，运行於秦沈客运专线，担当来往沈阳及山海关的临时准高速列车，车次为L517/8次，最高运营速度限制为160 km/h。2006年8月2日停运，存放於沈阳车辆段，直至2009年底或2010年初；2010年初到2011年初转移到通化，后被转存至鞍山市的灵山站内。
| L517次 | L517次 | L517次 | L517次 | 停靠站   | L518次 | L518次 | L518次 | L518次 |
| 里程   | 天数   | 到点   | 开点   | 停靠站   | 到点   | 开点   | 天数   | 里程   |
| ------ | ------ | ------ | ------ | -------- | ------ | ------ | ------ | ------ |
| 0      | 当日   | —      | 16:42  | 山海关   | 14:53  | —      | 当日   | 389    |
| 63     | 当日   | 17:11  | 17:13  | 绥中北   | 14:13  | 14:15  | 当日   | 326    |
| 122    | 当日   | 17:39  | 17:42  | 葫芦岛北 | 13:41  | 13:43  | 当日   | 267    |
| 166    | 当日   | 18:03  | 18:05  | 锦州南   | 13:17  | 13:20  | 当日   | 223    |
| —      | 當日   | ↓      | ↓      | 盘锦北   | 12:46  | 12:48  | 当日   | 155    |
| 288    | 当日   | 18:55  | 18:57  | 台安     | 12:20  | 12:22  | 当日   | 101    |
| 320    | 当日   | 19:15  | 19:17  | 辽中     | 12:03  | 12:05  | 当日   | 69     |
| 389    | 当日   | 19:58  | —      | 沈阳北   | —      | 11:30  | 当日   | 0      |

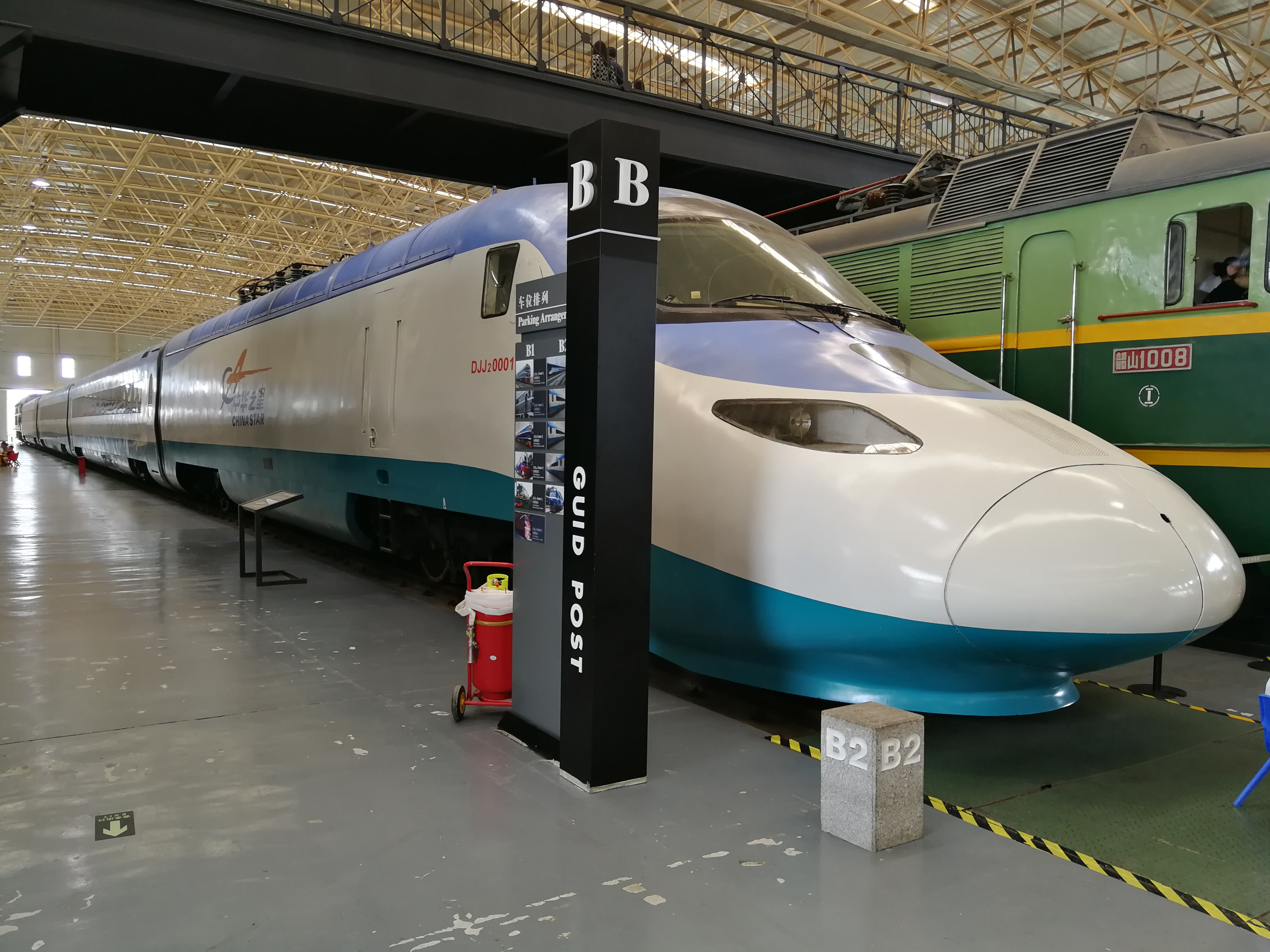
中华之星电力动车组于中国铁道博物馆

2013年2月27日，据铁道部科技司科技装电【2013】23号电报要求及沈阳动车段申请，停留于沈阳北动车所的DJJ20001B+RZ2 25DT 110982+RZ2 25DT 110981酒吧车+RZ1 25DT 110978共计4辆车体被无火回送至中国铁道博物馆。DJJ20001A号动力车现保存於沈阳铁路陈列馆。

## 技术特点

### 总体结构

#### 列车组成
DJJ2型“中华之星”电力动车组为动力集中方式的推挽式动车组，构造速度为270公里/小时。标准编组采用“二动九拖”的11辆编组，由2辆动力车和9辆中间拖车组成，中间拖车包括2辆一等座车、6辆二等座车、1辆酒吧车，列车亦可以根据运用需求增减中间拖车数量。

#### 动力车
动力车为一台四轴高速电力机车，适用于供电制式为25千伏工频单相交流电的电气化铁路，机车轴式Bo-Bo，持续功率4,800千瓦，自重78吨，轴重19.5吨。动力车车体结构采用以底架为主的轻量化薄壳整体承载式结构，由低合金高强钢板和钢板压型件组焊构成，车体顶盖采用铝合金型材，车体蒙皮使用耐候钢板。动力车车头头形根据数值计算、风洞试验等空气动力性能研究结果，采用鸭嘴兽式双曲线流线型头形，头部长度达到5.5米，能有效减少列车高速交会时对其交会列车产生的交会压力波，前窗采用单块曲面电热玻璃，车头前部的固定头罩和活动头罩采用聚合物复合材料制作。
每台动力车车顶设有一台德国斯特曼公司（Stemmann-Technik）的DSA380型单臂式高速受电弓，以及高压隔离开关、高压电流互感器和接地装置，真空断路器、避雷器等高压设备置于车内。车内布置采用集成化、模块化设计，采用中间贯通走廊、斜对称设备布置，由前至后分别为司机室、前端设备室、主变流器室及后端设备室；主变流器室内设有主变流柜、主冷却柜；设备室内设有控制电源柜、空气制动柜、辅助变流柜、中央微机柜、牵引通风柜、列车供电柜等设备。车底中部悬挂安装了一台卧式牵引变压器及二个总风缸，车体下部两侧并有裙板包覆。动力车通风系统沿用了X2000、“蓝箭”动力车的车顶顶盖夹层独立通风方式，从车顶斜面百叶窗吸入冷风，经由夹层通风室和各通风支路，送入到各个冷却部件后从车底排出。

#### 客车拖车
“中华之星”电力动车组具有两种车体材质类型的中间拖车，其中5辆钢质客车（4辆二等座车和1辆酒吧车）由中国南车集团四方机车车辆股份有限公司研制，采用整体承载半不锈钢结构车体，并采用连续焊缝焊接技术以保证车体的气密性；其余4辆铝质客车（2辆二等座车和2辆一等座车）由中国北车集团长春轨道客车股份有限公司研制，车体采用筒形大型中空挤压铝型材焊接结构。
中间拖车均采用鼓型断面车体，车体最大宽度为3300毫米。一等座车采用“2+2”可倾式座椅布置，每个坐椅的后面都配有小桌板和用于视频点播的小型液晶显示屏。二等座车采用“2+3”可倾式座椅布置，座椅同样配有椅背小桌板，但不设手枕及显示屏。一等座车和二等座车均设有乘务员室、大件行李室、蹲式和坐式卫生间等设施，并设有密闭式真空集便器，侧车门采用进口电控气动塞拉门，车体下部设全封闭的设备仓，车辆内装设计借鉴了德国ICE高速列车的设计理念。酒吧车内中部为配膳间，两端分别设餐厅和酒吧间，使休闲和就餐区域分开；配膳间设冷藏柜、烤箱、微波炉等设施，餐厅设有“2+2”布置的餐桌，酒吧间设有吧台及高吧、低吧、站吧、座吧。车厢之间通过带空气连接器的密接式车钩和橡胶气密风挡连接，并设有橡胶外裙边以免产生涡流。

### 电气系统

#### 主电路
“中华之星”电力动车组采用交—直—交流电传动，其交流传动系统是在DJ2型“奥星”电力机车基础上发展而成，两者主要技术特点基本相同。每台动力车的轮周牵引功率为4800千瓦，列车总功率为9600千瓦。机车主电路主要由牵引变压器、主变流器、牵引电动机等组成，接触网导线上的25千伏工频单相交流电电流，经受电弓、主断路器输入牵引变压器，经过主变压器的四个牵引绕组降压后进入主变流器，分别向四个四象限脉冲变流器供电并整流为直流电，其中每两个四象限整流器并联输出，共用一个中间直流环节回路，再由电压型PMW逆变器转换成三相交流电输出，每个逆变器分别向一个转向架上的两台异步牵引电动机并联供电，使牵引电动机产生转矩，将电能转变为机械能，经过齿轮的传递驱动轮对。
牵引变压器采用由株洲电力机车厂和大同电力机车研制的TBQ18-6452/25型变压器，为一体化多绕组（全去耦）变压器，变压器采用下悬式安装、强迫导向油循环风冷却。牵引变流装置采用由株洲电力机车研究所开发的TEP28WG01型主变流器，每台动力车装有两台主变流器，每台主变流器负责驱动两台牵引电动机；主变流器由四象限整流器、中间直流回路、PMW逆变器三个部分组成，变流器设计容量为3600kVA，功率控制器件为GTO元件（4500V／3000A），中间直流回路电压为2600～2800伏，冷却介质为乙二醇和高纯水的混合物。牵引电动机采用JD128型鼠笼式三相异步牵引电动机，是在“奥星”电力机车所使用的JD121型牵引电动机基础上改进设计而成，额定功率为1225千瓦，冷却方式为强迫通风，采用直接转矩控制（DTC）。

#### 辅助电路
每台动力车上设有二台TGF9A型辅助变流器，由牵引变压器辅助绕组供电。每台辅助变流器容量为100kVA，由一套整流模块、两套逆变模块、两套EMC滤波器、控制箱及电抗器组成；整流器采用晶闸管半控桥电路，逆变器采用电压型逆变电路，功率开关器件为IGBT，单台逆变器容量为70kVA，输出380伏三相交流电；正常情况下其中一个为恒频恒压逆变器（CVCF），另一个为变频变压逆变器（VVVF）。
每台动力车上并装设有一台TGF12型列车供电柜，由主变压器的列车供电绕组供电，通过相控整流电路整流为600伏直流电，额定输出功率为400千瓦。两台动力车共输出两路600伏直流电，各辆中间拖车可选择使用其中一路供电，每辆拖车均设有多个逆变器，可向列车提供空调、采暖、通风、照明、充电机等电源。此外，动力车并向拖车提供一路110伏直流电的蓄电池母线，并与各车的蓄电池及充电装置通过隔离二极管并联，为网络控制系统、列车制动系统、轴温警报、应急照明、车门控制等重要用电负载直接供电。

### 控制系统
“中华之星”电力动车组采用了由株洲电力机车研究所研制的TEC01A型分布式微机控制和网络系统，是在借鉴“蓝箭”列车的Adtranz“MITRAC”微机网络控制系统基础上开发而成，与“奥星”电力机车的TEC01型网络控制系统大致相同。该控制系统采用列车通信网络（TCN）标准的网络平台，并采用分布式结构，各子功能单元分布在各控制柜中，分布采集数据及实时控制，各子功能单元通过网络通信联接。整个控制系统分为三级结构，第一级为列车控制级的绞线式列车总线（WTB），传输介质为屏蔽双绞线，主要实现动力车重联控制、列车状态或故障信息的传递；第二级为车辆控制级的多功能车辆总线（MVB），使用光纤、ESD电缆作为传输介质，主要实现车辆内各个功能控制单元之间的数据通信；第三级为变流器控制及功能控制级，实现对动力车主传动系统的控制。控制系统具有牵引和制动特性控制、逻辑控制、恒速及定速控制、电子制动防滑控制（ABS）、空电联合制动控制、重联控制、辅助系统控制、拖车集中控制、智能故障记录及诊断等各种功能。

### 转向架

#### 动力转向架
“中华之星”电力动车组的动力车走行部为两台二轴转向架，是在“蓝箭”列车的动力车转向架基础上改进而成，转向架主要结构上借鉴了德国铁路ICE-1、ICE-2型电力动车组的动力车转向架，采用了低合金钢焊接结构框形构架、单侧轴箱拉杆定位；一系悬挂为轴箱两侧螺旋弹簧配液压减振器及橡胶垫；二系悬挂为高柔度螺旋圆弹簧配橡胶垫，以及垂向、横向、抗蛇行油压减振器的组合。转向架并采用了集牵引电动机、基础制动、齿轮传动系统于一体的驱动制动单元，以半体悬方式吊挂在车体和转向架构架上，通过轮对空心轴六连杆弹性传动机构、单边刚性直齿轮驱动车轮。牵引力或制动力通过中间低位牵引杆装置传递。基础制动装置采用轴盘制动，单元制动器并具有停车储能制动及闸瓦间隙调节功能。

#### 拖车转向架
长春轨道客车股份公司的4辆铝质客车装用CW-300型高速转向架，该型转向架是在1990年代中期研制的CW-200型转向架的基础上改进而成，采用了无摇枕无摇动台结构、H型焊接构架、无磨耗转臂式轴箱定位装置、空气弹簧中央悬挂装置、单拉杆牵引装置。车体和转向架之间并设有横向油压减震器和横向缓冲器。基础制动装置采用盘式制动和电子防滑器，每轴设有三个制动盘。该转向架在2001年12月创造了405公里/小时的滚振台架试验的速度纪录，并在同年9月创造了414公里/小时的车辆滚动试验速度纪录。
四方机车车辆股份公司的5辆钢质客车装用SW-300型高速转向架。1990年代末，四方机车车辆厂与日本川崎重工业合作，借鉴新干线500系电力动车组的WDT205型高速转向架，开发了SW-220型转向架，后来并在此基础上研制了SW-300型转向架。该型转向架总体结构与CW-300型转向架大致相同，同样采用了无摇枕无摇动台结构、H型焊接构架、转臂式轴箱定位装置、空气弹簧中央悬挂装置和盘式制动装置，但改为采用Z字型牵引装置。该型转向架在2002年3月创造了405公里/小时的滚振台架试验的速度纪录，并在同年9月的车辆滚动试验达到413.2公里/小时的最高速度。

### 列车编组
| 外 观       | 右侧     | 中国铁路DJJ2型电力动车组，向右正向行驶，前受电弓升起，车钩罩闭合(其中一等座车图像尚未绘制，暂用二等座车表示) | 中国铁路DJJ2型电力动车组，向右正向行驶，前受电弓升起，车钩罩闭合(其中一等座车图像尚未绘制，暂用二等座车表示) | 中国铁路DJJ2型电力动车组，向右正向行驶，前受电弓升起，车钩罩闭合(其中一等座车图像尚未绘制，暂用二等座车表示) | 中国铁路DJJ2型电力动车组，向右正向行驶，前受电弓升起，车钩罩闭合(其中一等座车图像尚未绘制，暂用二等座车表示) | 中国铁路DJJ2型电力动车组，向右正向行驶，前受电弓升起，车钩罩闭合(其中一等座车图像尚未绘制，暂用二等座车表示) | 中国铁路DJJ2型电力动车组，向右正向行驶，前受电弓升起，车钩罩闭合(其中一等座车图像尚未绘制，暂用二等座车表示) | 中国铁路DJJ2型电力动车组，向右正向行驶，前受电弓升起，车钩罩闭合(其中一等座车图像尚未绘制，暂用二等座车表示) | 中国铁路DJJ2型电力动车组，向右正向行驶，前受电弓升起，车钩罩闭合(其中一等座车图像尚未绘制，暂用二等座车表示) | 中国铁路DJJ2型电力动车组，向右正向行驶，前受电弓升起，车钩罩闭合(其中一等座车图像尚未绘制，暂用二等座车表示) | 中国铁路DJJ2型电力动车组，向右正向行驶，前受电弓升起，车钩罩闭合(其中一等座车图像尚未绘制，暂用二等座车表示) | 中国铁路DJJ2型电力动车组，向右正向行驶，前受电弓升起，车钩罩闭合(其中一等座车图像尚未绘制，暂用二等座车表示) |
| 外 观       | 左侧     | DJJ2 0001A，动车(亦称“动力车”)，左侧                                                                         | RZ1 25DT 10977，一等座车 YIDENGZUOCHE(图像尚未绘制，暂用二等座车表示)，左侧                                  | RZ1 25DT 10978，一等座车 YIDENGZUOCHE(图像尚未绘制，暂用二等座车表示)，左侧                                  | RZ2 25DT 10979，二等座车 ERDENGZUOCHE，左侧                                                                  | RZ2 25DT 10980，二等座车 ERDENGZUOCHE，左侧                                                                  | RZ2 25DT 10981，酒吧车 JIUBACHE，左侧                                                                        | RZ2 25DT 10982，二等座车 ERDENGZUOCHE，左侧                                                                  | RZ2 25DT 10983，二等座车 ERDENGZUOCHE，左侧                                                                  | RZ2 25DT 10984，二等座车 ERDENGZUOCHE，左侧                                                                  | RZ2 25DT 10985，二等座车 ERDENGZUOCHE，左侧                                                                  | DJJ2 0001B，动车(亦称“动力车”)，右侧                                                                         |
| 车厢号      | 车厢号   | | 1 | 2 | 3 | 4 | 5 | 6 | 7 | 8 | 9 | |
| 车 辆 编 号 | 升位前   | DJJ20001A | RZ125DT 10977                                                                                                | RZ125DT 10978                                                                                                | RZ225DT 10979                                                                                                | RZ225DT 10980                                                                                                | RZ225DT 10981                                                                                                | RZ225DT 10982                                                                                                | RZ225DT 10983                                                                                                | RZ225DT 10984                                                                                                | RZ225DT 10985                                                                                                | DJJ20001B |
| 车 辆 编 号 | 升位后   | DJJ20001A | RZ125DT110977                                                                                                | RZ125DT110978                                                                                                | RZ225DT110979                                                                                                | RZ225DT110980                                                                                                | RZ225DT110981                                                                                                | RZ225DT110982                                                                                                | RZ225DT110983                                                                                                | RZ225DT110984                                                                                                | RZ225DT110985                                                                                                | DJJ20001B |
| 制造厂      | 制造厂   | 株洲电力机车厂                                                                                               | 长春客车厂                                                                                                   | 长春客车厂                                                                                                   | 长春客车厂                                                                                                   | 长春客车厂                                                                                                   | 四方机车车辆厂                                                                                               | 四方机车车辆厂                                                                                               | 四方机车车辆厂                                                                                               | 四方机车车辆厂                                                                                               | 四方机车车辆厂                                                                                               | 大同机车厂                                                                                                   |
| 技 术 特 征 | 型号     | DJJ2 | RZ125DT | RZ125DT | RZ225DT | RZ225DT | RZ225DT | RZ225DT | RZ225DT | RZ225DT | RZ225DT | DJJ2 |
| 技 术 特 征 | 车辆类型 | 动车（Mc）                                                                                                   | 拖车（T） | 拖车（T） | 拖车（T） | 拖车（T） | 拖车（T） | 拖车（T） | 拖车（T） | 拖车（T） | 拖车（T） | 动车（Mc）                                                                                                   |
| 技 术 特 征 | 动力分布 | ●● ●● | 〇〇 〇〇 | 〇〇 〇〇 | 〇〇 〇〇 | 〇〇 〇〇 | 〇〇 〇〇 | 〇〇 〇〇 | 〇〇 〇〇 | 〇〇 〇〇 | 〇〇 〇〇 | ●● ●● |
| 技 术 特 征 | 轴式     | Bo-Bo | 2-2 | 2-2 | 2-2 | 2-2 | 2-2 | 2-2 | 2-2 | 2-2 | 2-2 | Bo-Bo |
| 技 术 特 征 | 车体     | 耐候钢车体 铝合金顶盖                                                                                        | 大型中空型材铝合金车体                                                                                       | 大型中空型材铝合金车体                                                                                       | 大型中空型材铝合金车体                                                                                       | 大型中空型材铝合金车体                                                                                       | 整体承载半不锈钢线焊式车体                                                                                   | 整体承载半不锈钢线焊式车体                                                                                   | 整体承载半不锈钢线焊式车体                                                                                   | 整体承载半不锈钢线焊式车体                                                                                   | 整体承载半不锈钢线焊式车体                                                                                   | 耐候钢车体 铝合金顶盖                                                                                        |
| 技 术 特 征 | 自重     | 78.0 t | 48.2 t | 48.2 t | 48.0 t | 48.2 t | 46.3 t | 48.0 t | 48.0 t | 48.0 t | 48.0 t | 78.0 t |
| 技 术 特 征 | 载重     | | 5.8 t | 5.8 t | 9.0 t | 7.4 t | 5.2 t | 9.0 t | 9.0 t | 9.0 t | 9.0 t | |
| 技 术 特 征 | 轴重     | 19.5 t | ≤14.5 t | ≤14.5 t | ≤14.5 t | ≤14.5 t | ≤14.5 t | ≤14.5 t | ≤14.5 t | ≤14.5 t | ≤14.5 t | 19.5 t |
| 技 术 特 征 | 主要设备 | 司机室 受电弓 ×1 牵引变压器 ×1 牵引变流器 ×2 牵引电动机 ×4                                                   | 分体式空调装置 电气及微机控制柜 逆变电源装置                                                                 | 分体式空调装置 电气及微机控制柜 逆变电源装置                                                                 | 分体式空调装置 电气及微机控制柜 逆变电源装置                                                                 | 分体式空调装置 电气及微机控制柜 逆变电源装置                                                                 | 分体式空调装置 电气及微机控制柜 逆变电源装置                                                                 | 分体式空调装置 电气及微机控制柜 逆变电源装置                                                                 | 分体式空调装置 电气及微机控制柜 逆变电源装置                                                                 | 分体式空调装置 电气及微机控制柜 逆变电源装置                                                                 | 分体式空调装置 电气及微机控制柜 逆变电源装置                                                                 | 司机室 受电弓 ×1 牵引变压器 ×1 牵引变流器 ×2 牵引电动机 ×4                                                   |
| 技 术 特 征 | 主要设备 | | CW-300 | CW-300 | CW-300 | CW-300 | SW-300 | SW-300 | SW-300 | SW-300 | SW-300 | |
| 载 员 空 间 | 车厢类型 | | 一等座车（2+2）                                                                                              | 一等座车（2+2）                                                                                              | 二等座车（2+3）                                                                                              | 二等座车（2+3）                                                                                              | 酒吧车 | 二等座车（2+3）                                                                                              | 二等座车（2+3）                                                                                              | 二等座车（2+3）                                                                                              | 二等座车（2+3）                                                                                              | |
| 载 员 空 间 | 设施     | | 卫生间 大件行李室 乘务员室                                                                                   | 卫生间 大件行李室 乘务员室                                                                                   | 卫生间 大件行李室 乘务员室                                                                                   | 卫生间 大件行李室 乘务员室                                                                                   | 配膳间 餐厅区 酒吧间 随车工程师座席                                                                          | 卫生间 大件行李室 乘务员室                                                                                   | 卫生间 大件行李室 乘务员室                                                                                   | 卫生间 大件行李室 乘务员室                                                                                   | 卫生间 大件行李室 乘务员室                                                                                   | |
| 载 员 空 间 | 定员     | | 72 | 72 | 98 | 92 | 45 | 98 | 98 | 98 | 98 | |

### 引用
1. ↑  .   [2009-09-08]. （原始内容存档于2011-06-19）.
2. 1 2  .   [2009-04-30]. （原始内容存档于2009-04-02）.
3. ↑  .   [2011-08-09]. （原始内容存档于2011-08-10）.
4. ↑  . 株洲南车时代电气股份有限公司.   [2012-03-17]. （原始内容存档于2011-07-12）.
5. ↑  . 株洲南车时代电气股份有限公司.   [2012-03-17]. （原始内容存档于2011-07-12）.
6. ↑  . 株洲南车时代电气股份有限公司.   [2012-03-17]. （原始内容存档于2011-07-12）.
7. ↑  . 青岛日报. 2002-12-19  [2012-03-17]. （原始内容存档于2016-03-04）.